# Volta à Romandia de 2019
A 73.ª edição da Volta à Romandia foi uma carreira de ciclismo de estrada por etapas que se celebrou entre 30 de abril e 5 de maio de 2019 com início na cidade de Neuchâtel e final na cidade de Genebra (Suíça). O percurso constou de um prólogo e 5 etapas sobre uma distância total de 699,52 km.
A carreira fez parte do circuito UCI World Tour de 2019, sendo a vigésima primeira competição do calendário de máxima categoria mundial. O vencedor final foi o esloveno Primož Roglič da Jumbo-Visma seguido do português Rui Costa da UAE Emirates e o britânico Geraint Thomas da INEOS.

## Equipas participantes
Tomaram a partida um total de 20 equipas, dos quais assistem por direito próprio os 18 equipas de categoria UCI World Team e 1 equipa de categoria Profissional Continental convidado pela organização da carreira, bem como a selecção nacional da Suíça, quem conformaram um pelotão de 140 ciclistas dos quais terminaram 112. As equipas participantes foram:
| Equipes WorldTeam (18)- AG2R La Mondiale - Astana - Bahrain-Merida - Bora-hansgrohe - CCC Team - Deceuninck-Quick Step - Dimension Data - EF Education First - Groupama-FDJ - Team Jumbo-Visma - Katusha-Alpecin - Lotto Soudal - Mitchelton-Scott - Movistar Team - Ineos - Team Sunweb - Trek-Segafredo - UAE Team Emirates Equipe profissional Continental- Wanty-Groupe Gobert Equipe nacional- Suíça |
| |

## Etapas
| Etapa   | Data    | Percurso                      | type                      | Distância (km) | Vencedor      | Líder geral   |
| ------- | ------- | ----------------------------- | ------------------------- | -------------- | ------------- | ------------- |
| Prólogo | 30 abr. | Neuchâtel – Neuchâtel         | prólogo                   | 3,87           | Jan Tratnik   | Jan Tratnik   |
| 1       | 1 mai.  | Neuchâtel – La Chaux-de-Fonds | média montanha            | 168,4          | Primož Roglič | Primož Roglič |
| 2       | 2 mai.  | Le Locle – Morges             | média montanha            | 174,4          | Stefan Küng   | Primož Roglič |
| 3       | 3 mai.  | Romont – Romont               | alta montanha             | 160            | David Gaudu   | Primož Roglič |
| 4       | 4 mai.  | Lucens – Torgon               | alta montanha             | 107,6          | Primož Roglič | Primož Roglič |
| 5       | 5 mai.  | Genebra – Genebra             | contrarrelógio individual | 16,85          | Primož Roglič | Primož Roglič |

## Desenvolvimento da carreira

### Prólogo
Neuchâtel – Neuchâtel (3,87 km)
| \| Classificação por etapas \| Classificação por etapas \| Classificação por etapas \| Classificação por etapas \| Classificação por etapas \| \| Ciclista \| Ciclista \| Equipe \| Tempo \| \| \| ------------------------ \| ------------------------ \| ------------------------ \| ------------------------ \| ------------------------ \| \| 1. \| Jan Tratnik \| Bahrain-Merida \| 5m06s \| \| \| 2. \| Primož Roglič \| Team Jumbo-Visma \| + 1s \| \| \| 3. \| Tom Bohli \| UAE Team Emirates \| + 1s \| \| \| 4. \| Tony Martin \| Team Jumbo-Visma \| + 4s \| \| \| 5. \| Geraint Thomas \| Team Ineos \| + 4s \| \| \| 6. \| Alex Dowsett \| Katusha-Alpecin \| + 4s \| \| \| 7. \| Stefan Küng \| Groupama-FDJ \| + 5s \| \| \| 8. \| Carlos Alberto Betancur \| Movistar Team \| + 5s \| \| \| 9. \| Maciej Bodnar \| Bora-Hansgrohe \| + 5s \| \| \| 10. \| Rui Costa \| UAE Team Emirates \| + 5s \| \| |                         |                   |       |
| |                         |                   |       |
| Fonte: ProCyclingStats |                         |                   |       |
| Classificação por etapas |                         |                   |       |
| Ciclista | Ciclista                | Equipe            | Tempo |
| 1. | Jan Tratnik             | Bahrain-Merida    | 5m06s |
| 2. | Primož Roglič           | Team Jumbo-Visma  | + 1s  |
| 3. | Tom Bohli               | UAE Team Emirates | + 1s  |
| 4. | Tony Martin             | Team Jumbo-Visma  | + 4s  |
| 5. | Geraint Thomas          | Team Ineos        | + 4s  |
| 6. | Alex Dowsett            | Katusha-Alpecin   | + 4s  |
| 7. | Stefan Küng             | Groupama-FDJ      | + 5s  |
| 8. | Carlos Alberto Betancur | Movistar Team     | + 5s  |
| 9. | Maciej Bodnar           | Bora-Hansgrohe    | + 5s  |
| 10. | Rui Costa               | UAE Team Emirates | + 5s  |

| \| Classificação geral \| Classificação geral \| Classificação geral \| Classificação geral \| Classificação geral \| \| Ciclista \| Ciclista \| Equipe \| Tempo \| \| \| ------------------- \| ----------------------- \| ------------------- \| ------------------- \| ------------------- \| \| 1. \| Jan Tratnik \| Bahrain-Merida \| 5m06s \| \| \| 2. \| Primož Roglič \| Team Jumbo-Visma \| + 1s \| \| \| 3. \| Tom Bohli \| UAE Team Emirates \| + 1s \| \| \| 4. \| Tony Martin \| Team Jumbo-Visma \| + 4s \| \| \| 5. \| Geraint Thomas \| Team Ineos \| + 4s \| \| \| 6. \| Alex Dowsett \| Katusha-Alpecin \| + 4s \| \| \| 7. \| Stefan Küng \| Groupama-FDJ \| + 5s \| \| \| 8. \| Carlos Alberto Betancur \| Movistar Team \| + 5s \| \| \| 9. \| Maciej Bodnar \| Bora-Hansgrohe \| + 5s \| \| \| 10. \| Rui Costa \| UAE Team Emirates \| + 5s \| \| |                         |                   |       |
| |                         |                   |       |
| Fonte: ProCyclingStats |                         |                   |       |
| Classificação geral |                         |                   |       |
| Ciclista | Ciclista                | Equipe            | Tempo |
| 1. | Jan Tratnik             | Bahrain-Merida    | 5m06s |
| 2. | Primož Roglič           | Team Jumbo-Visma  | + 1s  |
| 3. | Tom Bohli               | UAE Team Emirates | + 1s  |
| 4. | Tony Martin             | Team Jumbo-Visma  | + 4s  |
| 5. | Geraint Thomas          | Team Ineos        | + 4s  |
| 6. | Alex Dowsett            | Katusha-Alpecin   | + 4s  |
| 7. | Stefan Küng             | Groupama-FDJ      | + 5s  |
| 8. | Carlos Alberto Betancur | Movistar Team     | + 5s  |
| 9. | Maciej Bodnar           | Bora-Hansgrohe    | + 5s  |
| 10. | Rui Costa               | UAE Team Emirates | + 5s  |

### 1.ª etapa
Neuchâtel – La Chaux-de-Fonds (168,4 km)
| \| Classificação por etapas \| Classificação por etapas \| Classificação por etapas \| Classificação por etapas \| Classificação por etapas \| \| Ciclista \| Ciclista \| Equipe \| Tempo \| \| \| ------------------------ \| ------------------------ \| ------------------------ \| ------------------------ \| ------------------------ \| \| 1. \| Primož Roglič \| Team Jumbo-Visma \| 4h15m18s \| \| \| 2. \| David Gaudu \| Groupama-FDJ \| + 0s \| \| \| 3. \| Rui Costa \| UAE Team Emirates \| + 0s \| \| \| 4. \| Michael Woods \| EF Education First \| + 0s \| \| \| 5. \| Damien Howson \| Mitchelton-Scott \| + 0s \| \| \| 6. \| Carl Fredrik Hagen \| Lotto-Soudal \| + 0s \| \| \| 7. \| Eduardo Sepúlveda \| Movistar Team \| + 0s \| \| \| 8. \| Jan Hirt \| Astana \| + 0s \| \| \| 9. \| Felix Großschartner \| Bora-Hansgrohe \| + 0s \| \| \| 10. \| Guillaume Martin \| Wanty-Gobert \| + 0s \| \| |                     |                    |          |
| |                     |                    |          |
| Fonte: ProCyclingStats |                     |                    |          |
| Classificação por etapas |                     |                    |          |
| Ciclista | Ciclista            | Equipe             | Tempo    |
| 1. | Primož Roglič       | Team Jumbo-Visma   | 4h15m18s |
| 2. | David Gaudu         | Groupama-FDJ       | + 0s     |
| 3. | Rui Costa           | UAE Team Emirates  | + 0s     |
| 4. | Michael Woods       | EF Education First | + 0s     |
| 5. | Damien Howson       | Mitchelton-Scott   | + 0s     |
| 6. | Carl Fredrik Hagen  | Lotto-Soudal       | + 0s     |
| 7. | Eduardo Sepúlveda   | Movistar Team      | + 0s     |
| 8. | Jan Hirt            | Astana             | + 0s     |
| 9. | Felix Großschartner | Bora-Hansgrohe     | + 0s     |
| 10. | Guillaume Martin    | Wanty-Gobert       | + 0s     |

| \| Classificação geral \| Classificação geral \| Classificação geral \| Classificação geral \| Classificação geral \| \| Ciclista \| Ciclista \| Equipe \| Tempo \| \| \| ------------------- \| ----------------------- \| --------------------- \| ------------------- \| ------------------- \| \| 1. \| Primož Roglič \| Team Jumbo-Visma \| 4h20m15s \| \| \| 2. \| Rui Costa \| UAE Team Emirates \| + 10s \| \| \| 3. \| David Gaudu \| Groupama-FDJ \| + 12s \| \| \| 4. \| Geraint Thomas \| Team Ineos \| + 13s \| \| \| 5. \| Carlos Alberto Betancur \| Movistar Team \| + 14s \| \| \| 6. \| Felix Großschartner \| Bora-Hansgrohe \| + 15s \| \| \| 7. \| Steven Kruijswijk \| Team Jumbo-Visma \| + 17s \| \| \| 8. \| James Knox \| Deceuninck-Quick Step \| + 18s \| \| \| 9. \| Damien Howson \| Mitchelton-Scott \| + 18s \| \| \| 10. \| Winner Anacona \| Movistar Team \| + 19s \| \| |                         |                       |          |
| |                         |                       |          |
| Fonte: ProCyclingStats |                         |                       |          |
| Classificação geral |                         |                       |          |
| Ciclista | Ciclista                | Equipe                | Tempo    |
| 1. | Primož Roglič           | Team Jumbo-Visma      | 4h20m15s |
| 2. | Rui Costa               | UAE Team Emirates     | + 10s    |
| 3. | David Gaudu             | Groupama-FDJ          | + 12s    |
| 4. | Geraint Thomas          | Team Ineos            | + 13s    |
| 5. | Carlos Alberto Betancur | Movistar Team         | + 14s    |
| 6. | Felix Großschartner     | Bora-Hansgrohe        | + 15s    |
| 7. | Steven Kruijswijk       | Team Jumbo-Visma      | + 17s    |
| 8. | James Knox              | Deceuninck-Quick Step | + 18s    |
| 9. | Damien Howson           | Mitchelton-Scott      | + 18s    |
| 10. | Winner Anacona          | Movistar Team         | + 19s    |

### 2.ª etapa
Le Locle – Morges (174,4 km)
| \| Classificação por etapas \| Classificação por etapas \| Classificação por etapas \| Classificação por etapas \| Classificação por etapas \| \| Ciclista \| Ciclista \| Equipe \| Tempo \| \| \| ------------------------ \| ------------------------ \| ------------------------ \| ------------------------ \| ------------------------ \| \| 1. \| Stefan Küng \| Groupama-FDJ \| 4h10m59s \| \| \| 2. \| Sam Bennett \| Bora-Hansgrohe \| + 59s \| \| \| 3. \| Sonny Colbrelli \| Bahrain-Merida \| + 59s \| \| \| 4. \| Simone Consonni \| UAE Team Emirates \| + 59s \| \| \| 5. \| Elia Viviani \| Deceuninck-Quick Step \| + 59s \| \| \| 6. \| Patrick Bevin \| CCC Team \| + 59s \| \| \| 7. \| Michael Albasini \| Mitchelton-Scott \| + 59s \| \| \| 8. \| Viacheslav Kuznetsov \| Katusha-Alpecin \| + 59s \| \| \| 9. \| Giacomo Nizzolo \| Dimension Data \| + 59s \| \| \| 10. \| Andrea Pasqualon \| Wanty-Gobert \| + 59s \| \| |                      |                       |          |
| |                      |                       |          |
| Fonte: ProCyclingStats |                      |                       |          |
| Classificação por etapas |                      |                       |          |
| Ciclista | Ciclista             | Equipe                | Tempo    |
| 1. | Stefan Küng          | Groupama-FDJ          | 4h10m59s |
| 2. | Sam Bennett          | Bora-Hansgrohe        | + 59s    |
| 3. | Sonny Colbrelli      | Bahrain-Merida        | + 59s    |
| 4. | Simone Consonni      | UAE Team Emirates     | + 59s    |
| 5. | Elia Viviani         | Deceuninck-Quick Step | + 59s    |
| 6. | Patrick Bevin        | CCC Team              | + 59s    |
| 7. | Michael Albasini     | Mitchelton-Scott      | + 59s    |
| 8. | Viacheslav Kuznetsov | Katusha-Alpecin       | + 59s    |
| 9. | Giacomo Nizzolo      | Dimension Data        | + 59s    |
| 10. | Andrea Pasqualon     | Wanty-Gobert          | + 59s    |

| \| Classificação geral \| Classificação geral \| Classificação geral \| Classificação geral \| Classificação geral \| \| Ciclista \| Ciclista \| Equipe \| Tempo \| \| \| ------------------- \| ----------------------- \| --------------------- \| ------------------- \| ------------------- \| \| 1. \| Primož Roglič \| Team Jumbo-Visma \| 8h32m13s \| \| \| 2. \| Rui Costa \| UAE Team Emirates \| + 10s \| \| \| 3. \| David Gaudu \| Groupama-FDJ \| + 12s \| \| \| 4. \| Geraint Thomas \| Team Ineos \| + 13s \| \| \| 5. \| Carlos Alberto Betancur \| Movistar Team \| + 14s \| \| \| 6. \| Felix Großschartner \| Bora-Hansgrohe \| + 15s \| \| \| 7. \| Steven Kruijswijk \| Team Jumbo-Visma \| + 17s \| \| \| 8. \| James Knox \| Deceuninck-Quick Step \| + 18s \| \| \| 9. \| Damien Howson \| Mitchelton-Scott \| + 18s \| \| \| 10. \| Winner Anacona \| Movistar Team \| + 19s \| \| |                         |                       |          |
| |                         |                       |          |
| Fonte: ProCyclingStats |                         |                       |          |
| Classificação geral |                         |                       |          |
| Ciclista | Ciclista                | Equipe                | Tempo    |
| 1. | Primož Roglič           | Team Jumbo-Visma      | 8h32m13s |
| 2. | Rui Costa               | UAE Team Emirates     | + 10s    |
| 3. | David Gaudu             | Groupama-FDJ          | + 12s    |
| 4. | Geraint Thomas          | Team Ineos            | + 13s    |
| 5. | Carlos Alberto Betancur | Movistar Team         | + 14s    |
| 6. | Felix Großschartner     | Bora-Hansgrohe        | + 15s    |
| 7. | Steven Kruijswijk       | Team Jumbo-Visma      | + 17s    |
| 8. | James Knox              | Deceuninck-Quick Step | + 18s    |
| 9. | Damien Howson           | Mitchelton-Scott      | + 18s    |
| 10. | Winner Anacona          | Movistar Team         | + 19s    |

### 3.ª etapa
Romont – Romont (160 km)
| \| Classificação por etapas \| Classificação por etapas \| Classificação por etapas \| Classificação por etapas \| Classificação por etapas \| \| Ciclista \| Ciclista \| Equipe \| Tempo \| \| \| ------------------------ \| ------------------------ \| ------------------------ \| ------------------------ \| ------------------------ \| \| 1. \| David Gaudu \| Groupama-FDJ \| 3h50m53s \| \| \| 2. \| Rui Costa \| UAE Team Emirates \| + 0s \| \| \| 3. \| Primož Roglič \| Team Jumbo-Visma \| + 0s \| \| \| 4. \| Michael Woods \| EF Education First \| + 0s \| \| \| 5. \| Felix Großschartner \| Bora-Hansgrohe \| + 0s \| \| \| 6. \| Guillaume Martin \| Wanty-Gobert \| + 3s \| \| \| 7. \| Emanuel Buchmann \| Bora-Hansgrohe \| + 3s \| \| \| 8. \| Davide Villella \| Astana \| + 3s \| \| \| 9. \| Carl Fredrik Hagen \| Lotto-Soudal \| + 3s \| \| \| 10. \| Damien Howson \| Mitchelton-Scott \| + 3s \| \| |                     |                    |          |
| |                     |                    |          |
| Fonte: ProCyclingStats |                     |                    |          |
| Classificação por etapas |                     |                    |          |
| Ciclista | Ciclista            | Equipe             | Tempo    |
| 1. | David Gaudu         | Groupama-FDJ       | 3h50m53s |
| 2. | Rui Costa           | UAE Team Emirates  | + 0s     |
| 3. | Primož Roglič       | Team Jumbo-Visma   | + 0s     |
| 4. | Michael Woods       | EF Education First | + 0s     |
| 5. | Felix Großschartner | Bora-Hansgrohe     | + 0s     |
| 6. | Guillaume Martin    | Wanty-Gobert       | + 3s     |
| 7. | Emanuel Buchmann    | Bora-Hansgrohe     | + 3s     |
| 8. | Davide Villella     | Astana             | + 3s     |
| 9. | Carl Fredrik Hagen  | Lotto-Soudal       | + 3s     |
| 10. | Damien Howson       | Mitchelton-Scott   | + 3s     |

| \| Classificação geral \| Classificação geral \| Classificação geral \| Classificação geral \| Classificação geral \| \| Ciclista \| Ciclista \| Equipe \| Tempo \| \| \| ------------------- \| ----------------------- \| ------------------- \| ------------------- \| ------------------- \| \| 1. \| Primož Roglič \| Team Jumbo-Visma \| 12h23m02s \| \| \| 2. \| David Gaudu \| Groupama-FDJ \| + 6s \| \| \| 3. \| Rui Costa \| UAE Team Emirates \| + 8s \| \| \| 4. \| Felix Großschartner \| Bora-Hansgrohe \| + 19s \| \| \| 5. \| Geraint Thomas \| Team Ineos \| + 20s \| \| \| 6. \| Carlos Alberto Betancur \| Movistar Team \| + 21s \| \| \| 7. \| Damien Howson \| Mitchelton-Scott \| + 25s \| \| \| 8. \| Steven Kruijswijk \| Team Jumbo-Visma \| + 27s \| \| \| 9. \| Michael Woods \| EF Education First \| + 28s \| \| \| 10. \| Emanuel Buchmann \| Bora-Hansgrohe \| + 29s \| \| |                         |                    |           |
| |                         |                    |           |
| Fonte: ProCyclingStats |                         |                    |           |
| Classificação geral |                         |                    |           |
| Ciclista | Ciclista                | Equipe             | Tempo     |
| 1. | Primož Roglič           | Team Jumbo-Visma   | 12h23m02s |
| 2. | David Gaudu             | Groupama-FDJ       | + 6s      |
| 3. | Rui Costa               | UAE Team Emirates  | + 8s      |
| 4. | Felix Großschartner     | Bora-Hansgrohe     | + 19s     |
| 5. | Geraint Thomas          | Team Ineos         | + 20s     |
| 6. | Carlos Alberto Betancur | Movistar Team      | + 21s     |
| 7. | Damien Howson           | Mitchelton-Scott   | + 25s     |
| 8. | Steven Kruijswijk       | Team Jumbo-Visma   | + 27s     |
| 9. | Michael Woods           | EF Education First | + 28s     |
| 10. | Emanuel Buchmann        | Bora-Hansgrohe     | + 29s     |

### 4.ª etapa
Lucens – Torgon (176 km)
| \| Classificação por etapas \| Classificação por etapas \| Classificação por etapas \| Classificação por etapas \| Classificação por etapas \| \| Ciclista \| Ciclista \| Equipe \| Tempo \| \| \| ------------------------ \| ------------------------ \| ------------------------ \| ------------------------ \| ------------------------ \| \| 1. \| Primož Roglič \| Team Jumbo-Visma \| 2h42m21s \| \| \| 2. \| Rui Costa \| UAE Team Emirates \| + 0s \| \| \| 3. \| Geraint Thomas \| Team Ineos \| + 0s \| \| \| 4. \| Michael Woods \| EF Education First \| + 0s \| \| \| 5. \| David Gaudu \| Groupama-FDJ \| + 0s \| \| \| 6. \| Felix Großschartner \| Bora-Hansgrohe \| + 0s \| \| \| 7. \| Jan Hirt \| Astana \| + 0s \| \| \| 8. \| Emanuel Buchmann \| Bora-Hansgrohe \| + 0s \| \| \| 9. \| Steven Kruijswijk \| Team Jumbo-Visma \| + 0s \| \| \| 10. \| Ilnur Zakarin \| Katusha-Alpecin \| + 0s \| \| |                     |                    |          |
| |                     |                    |          |
| Fonte: ProCyclingStats |                     |                    |          |
| Classificação por etapas |                     |                    |          |
| Ciclista | Ciclista            | Equipe             | Tempo    |
| 1. | Primož Roglič       | Team Jumbo-Visma   | 2h42m21s |
| 2. | Rui Costa           | UAE Team Emirates  | + 0s     |
| 3. | Geraint Thomas      | Team Ineos         | + 0s     |
| 4. | Michael Woods       | EF Education First | + 0s     |
| 5. | David Gaudu         | Groupama-FDJ       | + 0s     |
| 6. | Felix Großschartner | Bora-Hansgrohe     | + 0s     |
| 7. | Jan Hirt            | Astana             | + 0s     |
| 8. | Emanuel Buchmann    | Bora-Hansgrohe     | + 0s     |
| 9. | Steven Kruijswijk   | Team Jumbo-Visma   | + 0s     |
| 10. | Ilnur Zakarin       | Katusha-Alpecin    | + 0s     |

| \| Classificação geral \| Classificação geral \| Classificação geral \| Classificação geral \| Classificação geral \| \| Ciclista \| Ciclista \| Equipe \| Tempo \| \| \| ------------------- \| ----------------------- \| ------------------- \| ------------------- \| ------------------- \| \| 1. \| Primož Roglič \| Team Jumbo-Visma \| 15h05m13s \| \| \| 2. \| Rui Costa \| UAE Team Emirates \| + 12s \| \| \| 3. \| David Gaudu \| Groupama-FDJ \| + 16s \| \| \| 4. \| Geraint Thomas \| Team Ineos \| + 26s \| \| \| 5. \| Felix Großschartner \| Bora-Hansgrohe \| + 29s \| \| \| 6. \| Steven Kruijswijk \| Team Jumbo-Visma \| + 37s \| \| \| 7. \| Michael Woods \| EF Education First \| + 38s \| \| \| 8. \| Emanuel Buchmann \| Bora-Hansgrohe \| + 39s \| \| \| 9. \| Carlos Alberto Betancur \| Movistar Team \| + 57s \| \| \| 10. \| Simon Špilak \| Katusha-Alpecin \| + 1m00s \| \| |                         |                    |           |
| |                         |                    |           |
| Fonte: ProCyclingStats |                         |                    |           |
| Classificação geral |                         |                    |           |
| Ciclista | Ciclista                | Equipe             | Tempo     |
| 1. | Primož Roglič           | Team Jumbo-Visma   | 15h05m13s |
| 2. | Rui Costa               | UAE Team Emirates  | + 12s     |
| 3. | David Gaudu             | Groupama-FDJ       | + 16s     |
| 4. | Geraint Thomas          | Team Ineos         | + 26s     |
| 5. | Felix Großschartner     | Bora-Hansgrohe     | + 29s     |
| 6. | Steven Kruijswijk       | Team Jumbo-Visma   | + 37s     |
| 7. | Michael Woods           | EF Education First | + 38s     |
| 8. | Emanuel Buchmann        | Bora-Hansgrohe     | + 39s     |
| 9. | Carlos Alberto Betancur | Movistar Team      | + 57s     |
| 10. | Simon Špilak            | Katusha-Alpecin    | + 1m00s   |

### 5.ª etapa
Genebra – Genebra (16,85 km)
| \| Classificação por etapas \| Classificação por etapas \| Classificação por etapas \| Classificação por etapas \| Classificação por etapas \| \| Ciclista \| Ciclista \| Equipe \| Tempo \| \| \| ------------------------ \| ------------------------ \| ------------------------ \| ------------------------ \| ------------------------ \| \| 1. \| Primož Roglič \| Team Jumbo-Visma \| 19m58s \| \| \| 2. \| Victor Campenaerts \| Lotto-Soudal \| + 13s \| \| \| 3. \| Filippo Ganna \| Team Ineos \| + 15s \| \| \| 4. \| Patrick Bevin \| CCC Team \| + 16s \| \| \| 5. \| Tony Martin \| Team Jumbo-Visma \| + 16s \| \| \| 6. \| Stefan Küng \| Groupama-FDJ \| + 22s \| \| \| 7. \| Rui Costa \| UAE Team Emirates \| + 37s \| \| \| 8. \| William Barta \| CCC Team \| + 43s \| \| \| 9. \| Felix Großschartner \| Bora-Hansgrohe \| + 44s \| \| \| 10. \| Geraint Thomas \| Team Ineos \| + 46s \| \| |                     |                   |        |
| |                     |                   |        |
| Fonte: ProCyclingStats |                     |                   |        |
| Classificação por etapas |                     |                   |        |
| Ciclista | Ciclista            | Equipe            | Tempo  |
| 1. | Primož Roglič       | Team Jumbo-Visma  | 19m58s |
| 2. | Victor Campenaerts  | Lotto-Soudal      | + 13s  |
| 3. | Filippo Ganna       | Team Ineos        | + 15s  |
| 4. | Patrick Bevin       | CCC Team          | + 16s  |
| 5. | Tony Martin         | Team Jumbo-Visma  | + 16s  |
| 6. | Stefan Küng         | Groupama-FDJ      | + 22s  |
| 7. | Rui Costa           | UAE Team Emirates | + 37s  |
| 8. | William Barta       | CCC Team          | + 43s  |
| 9. | Felix Großschartner | Bora-Hansgrohe    | + 44s  |
| 10. | Geraint Thomas      | Team Ineos        | + 46s  |

## Classificações finais
As classificações finalizaram da seguinte forma:

### Classificação geral
| \| Classificação geral \| Classificação geral \| Classificação geral \| Classificação geral \| Classificação geral \| \| Ciclista \| Ciclista \| Equipe \| Tempo \| \| \| ------------------- \| ------------------- \| ------------------- \| ------------------- \| ------------------- \| \| 1. \| Primož Roglič \| Team Jumbo-Visma \| 15h25m11s \| \| \| 2. \| Rui Costa \| UAE Team Emirates \| + 49s \| \| \| 3. \| Geraint Thomas \| Team Ineos \| + 1m12s \| \| \| 4. \| Felix Großschartner \| Bora-Hansgrohe \| + 1m13s \| \| \| 5. \| David Gaudu \| Groupama-FDJ \| + 1m17s \| \| \| 6. \| Steven Kruijswijk \| Team Jumbo-Visma \| + 1m33s \| \| \| 7. \| Emanuel Buchmann \| Bora-Hansgrohe \| + 1m35s \| \| \| 8. \| Ilnur Zakarin \| Katusha-Alpecin \| + 2m00s \| \| \| 9. \| Simon Špilak \| Katusha-Alpecin \| + 2m08s \| \| \| 10. \| Michael Woods \| EF Education First \| + 2m18s \| \| |                     |                    |           |
| |                     |                    |           |
| Fonte: ProCyclingStats |                     |                    |           |
| Classificação geral |                     |                    |           |
| Ciclista | Ciclista            | Equipe             | Tempo     |
| 1. | Primož Roglič       | Team Jumbo-Visma   | 15h25m11s |
| 2. | Rui Costa           | UAE Team Emirates  | + 49s     |
| 3. | Geraint Thomas      | Team Ineos         | + 1m12s   |
| 4. | Felix Großschartner | Bora-Hansgrohe     | + 1m13s   |
| 5. | David Gaudu         | Groupama-FDJ       | + 1m17s   |
| 6. | Steven Kruijswijk   | Team Jumbo-Visma   | + 1m33s   |
| 7. | Emanuel Buchmann    | Bora-Hansgrohe     | + 1m35s   |
| 8. | Ilnur Zakarin       | Katusha-Alpecin    | + 2m00s   |
| 9. | Simon Špilak        | Katusha-Alpecin    | + 2m08s   |
| 10. | Michael Woods       | EF Education First | + 2m18s   |

### Classificação por pontos
| Classificação por pontos | Classificação por pontos | Classificação por pontos | Classificação por pontos | Classificação por pontos |
| Ciclista                 | Ciclista                 | Equipe                   | Pontos                   |                          |
| ------------------------ | ------------------------ | ------------------------ | ------------------------ | ------------------------ |
| 1.                       | Primož Roglič            | Team Jumbo-Visma         | 155 pts                  |                          |
| 2.                       | Rui Costa                | UAE Team Emirates        | 105 pts                  |                          |
| 3.                       | Stefan Küng              | Groupama-FDJ             | 103 pts                  |                          |
| 4.                       | David Gaudu              | Groupama-FDJ             | 97 pts                   |                          |
| 5.                       | Michael Woods            | EF Education First       | 55 pts                   |                          |
| 6.                       | Felix Großschartner      | Bora-Hansgrohe           | 52 pts                   |                          |
| 7.                       | Claudio Imhof            | Suíça                    | 50 pts                   |                          |
| 8.                       | Geraint Thomas           | Team Ineos               | 49 pts                   |                          |
| 9.                       | Emanuel Buchmann         | Bora-Hansgrohe           | 44 pts                   |                          |
| 10.                      | Patrick Bevin            | CCC Team                 | 39 pts                   |                          |

### Classificação da montanha
| Classificação da montanha | Classificação da montanha | Classificação da montanha | Classificação da montanha | Classificação da montanha |
| Ciclista                  | Ciclista                  | Equipe                    | Pontos                    |                           |
| ------------------------- | ------------------------- | ------------------------- | ------------------------- | ------------------------- |
| 1.                        | Simon Pellaud             | Suíça                     | 51 pts                    |                           |
| 2.                        | Steven Kruijswijk         | Team Jumbo-Visma          | 24 pts                    |                           |
| 3.                        | Diego Rosa                | Team Ineos                | 22 pts                    |                           |
| 4.                        | David Gaudu               | Groupama-FDJ              | 16 pts                    |                           |
| 5.                        | Patrick Schelling         | Suíça                     | 16 pts                    |                           |
| 6.                        | Geraint Thomas            | Team Ineos                | 14 pts                    |                           |
| 7.                        | Primož Roglič             | Team Jumbo-Visma          | 12 pts                    |                           |
| 8.                        | Stefan Küng               | Groupama-FDJ              | 11 pts                    |                           |
| 9.                        | Alexis Gougeard           | AG2R La Mondiale          | 11 pts                    |                           |
| 10.                       | Hugh Carthy               | EF Education First        | 10 pts                    |                           |

### Classificação dos jovens
| Classificação dos jovens | Classificação dos jovens | Classificação dos jovens | Classificação dos jovens | Classificação dos jovens |
| Ciclista                 | Ciclista                 | Equipe                   | Tempo                    |                          |
| ------------------------ | ------------------------ | ------------------------ | ------------------------ | ------------------------ |
| 1.                       | David Gaudu              | Groupama-FDJ             | 15h26m28s                |                          |
| 2.                       | James Knox               | Deceuninck-Quick Step    | + 1m17s                  |                          |
| 3.                       | Daniel Felipe Martínez   | EF Education First       | + 4m07s                  |                          |
| 4.                       | Niklas Eg                | Trek-Segafredo           | + 6m08s                  |                          |
| 5.                       | Jaime Castrillo          | Movistar Team            | + 13m36s                 |                          |
| 6.                       | Jonas Gregaard           | Astana                   | + 15m31s                 |                          |
| 7.                       | Michael Storer           | Team Sunweb              | + 17m50s                 |                          |
| 8.                       | Florian Stork            | Team Sunweb              | + 26m00s                 |                          |
| 9.                       | Benjamin Thomas          | Groupama-FDJ             | + 27m02s                 |                          |
| 10.                      | Jonas Vingegaard         | Team Jumbo-Visma         | + 27m39s                 |                          |

### Classificação por equipas
| Classificação por equipes | Classificação por equipes | Classificação por equipes | Classificação por equipes |
| Equipe                    | Equipe                    | Tempo                     |                           |
| ------------------------- | ------------------------- | ------------------------- | ------------------------- |
| 1.                        | EF Education First        | 46h23m17s                 |                           |
| 2.                        | Movistar Team             | + 43s                     |                           |
| 3.                        | CCC Team                  | + 4m38s                   |                           |
| 4.                        | Groupama-FDJ              | + 6m14s                   |                           |
| 5.                        | Team Jumbo-Visma          | + 6m52s                   |                           |
| 6.                        | Astana                    | + 8m13s                   |                           |
| 7.                        | AG2R La Mondiale          | + 8m57s                   |                           |
| 8.                        | Trek-Segafredo            | + 10m12s                  |                           |
| 9.                        | Ineos                     | + 11m54s                  |                           |
| 10.                       | UAE Team Emirates         | + 12m45s                  |                           |

## Evolução das classificações
| Etapa                 | Vencedor              | Classificação geral | Classificação por pontos | Classificação da montanha | Classificação dos jovens | Prêmio da combatividade | Classificação por equipas |
| --------------------- | --------------------- | ------------------- | ------------------------ | ------------------------- | ------------------------ | ----------------------- | ------------------------- |
| Prólogo               | Jan Tratnik           | Jan Tratnik         | Jan Tratnik              | não outorgada             | Benjamin Thomas          | não outorgado           | Jumbo-Visma               |
| 1.ª                   | Primož Roglič         | Primož Roglič       | Primož Roglič            | Simon Pellaud             | David Gaudu              | Simon Pellaud           | Movistar                  |
| 2.ª                   | Stefan Küng           | Primož Roglič       | Stefan Küng              | Simon Pellaud             | David Gaudu              | Stefan Küng             | Movistar                  |
| 3.ª                   | David Gaudu           | Primož Roglič       | Primož Roglič            | Simon Pellaud             | David Gaudu              | Roland Thalmann         | Movistar                  |
| 4.ª                   | Primož Roglič         | Primož Roglič       | Primož Roglič            | Simon Pellaud             | David Gaudu              | Simon Pellaud           | EF Education First        |
| 5.ª                   | Primož Roglič         | Primož Roglič       | Primož Roglič            | Simon Pellaud             | David Gaudu              | não outorgado           | EF Education First        |
| Classificações finais | Classificações finais | Primož Roglič       | Primož Roglič            | Simon Pellaud             | David Gaudu              | não outorgado           | EF Education First        |

## UCI World Ranking
A Volta à Romandia outorgou pontos para o UCI World Ranking para corredores das equipas nas categorias UCI World Team, Profissional Continental e Equipas Continentais. As seguintes tabelas mostram o barómetro de pontuação e os 10 corredores que obtiveram mais pontos:
| Posição             | 1.º | 2.º | 3.º | 4.º | 5.º | 6.º | 7.º | 8.º | 9.º | 10.º | 11.º | 12.º | 13.º | 14.º | 15.º | 16.º-20.º | 21.º-30.º | 31.º-50.º | 51.º-55.º | 56.º-60.º |
| Classificação geral | 500 | 400 | 325 | 275 | 225 | 175 | 150 | 125 | 100 | 85   | 70   | 60   | 50   | 40   | 35   | 30        | 20        | 10        | 5         | 3         |
| Por etapa           | 60  | 25  | 10  |     |     |     |     |     |     |      |      |      |      |      |      |           |           |           |           |           |
| Líder               | 10  |     |     |     |     |     |     |     |     |      |      |      |      |      |      |           |           |           |           |           |

| Classificação |                     |                    |       |       |       |       |
| Posição       | Ciclista            | Equipa             | Geral | Etapa | Líder | Total |
| ------------- | ------------------- | ------------------ | ----- | ----- | ----- | ----- |
| 1.º           | Primož Roglič       | Jumbo-Visma        | 500   | 215   | 40    | 755   |
| 2.º           | Rui Costa           | UAE Emirates       | 400   | 60    | -     | 460   |
| 3.º           | Geraint Thomas      | INEOS              | 325   | 10    | -     | 335   |
| 4.º           | David Gaudu         | Groupama-FDJ       | 225   | 85    | -     | 310   |
| 5.º           | Felix Großschartner | Bora-Hansgrohe     | 275   | -     | -     | 275   |
| 6.º           | Steven Kruijswijk   | Jumbo-Visma        | 175   | -     | -     | 175   |
| 7.º           | Emanuel Buchmann    | Bora-Hansgrohe     | 150   | -     | -     | 150   |
| 8.º           | Ilnur Zakarin       | Katusha-Alpecin    | 125   | -     | -     | 125   |
| 9.º           | Simon Špilak        | Katusha-Alpecin    | 100   | -     | -     | 100   |
| 10.º          | Michael Woods       | EF Education First | 85    | -     | -     | 85    |